# Distritos de Noruega

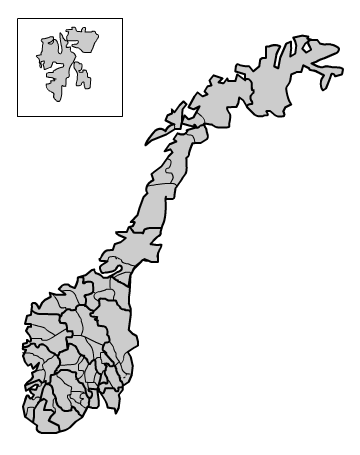
Distritos de Noruega.

Los distritos de Noruega (en noruego: distrikter, singular distrikt) son las unidades tradicionales de división del territorio en este país. Estos distritos corresponden a razones históricas y coinciden solo parcialmente con las provincias y municipios de hoy en día. Están definidos por características geográficas, normalmente valles, montañas, fiordos, llanuras, líneas de costa o cualquier combinación de las anteriores. 

## Identidad regional
Un alto porcentaje de los noruegos se identifican más a sí mismos por el distrito en el que viven o del que proceden que por las divisiones administrativas formales. El motivo principal es que los distritos, a través de sus grandes límites geográficos, delinearon claramente la región a la cual uno podía viajar sin mucho problema y sin un gran gasto de tiempo y dinero —a pie, en esquíes, en barco o en trineos tirados por caballos, bueyes o perros—. Así, los dialectos y la cultura regional suelen corresponder con estas unidades geográficas, a pesar de las divisiones administrativas creadas por las autoridades.
Más recientemente, el país se ha ido conectando cada vez más debido a lo siguiente:
- Las tecnologías de comunicación como el telégrafo, los periódicos, el teléfono, la radio y la televisión, en particular Telenor y NRK.
- La construcción de túneles terrestres y submarinos, pasos a través de las montañas y puentes. Muchos de estos proyectos, sobre todo los puentes más grandes y los túneles submarinos, fueron construidos a partir de los años 1970.
- Establecimiento de una ruta exprés costera de barcos de pasajeros y carga como el Hurtigruten, que navega regularmente desde Bergen hasta Kirkenes y vuelta, con paradas en varias ciudades de la costa oeste y norte.
- Construcción de ferrocarriles entre zonas alejadas del país.
- Apertura de docenas de por todo el país en los años 1960 y 70.
- Liberación de las restricciones sobre los coches privados desde 1950 en adelante.

Una clara muestra de la costumbre Noruega de identificarse por los distritos se puede ver en los trajes regionales (en noruego: bunad), estrictamente conectados con ellos. Incluso es habitual que los habitantes de las ciudades vistan con orgullo estos trajes para marcar sus orígenes rurales durante las bodas, visitas con miembros de la casa real, el Día de la Constitución noruega y otras ceremonias.

## Lista de distritos tradicionales
La siguiente lista no es exhaustiva y puede contener superposiciones. El primer nombre es en bokmål y el segundo en nynorsk.

### Nord-Norge/ Nord-Noreg
- Helgeland
- Lofoten
- Ofoten
- Salten
- Vesterålen

Véase también Finnmark, Hålogaland y Troms.

### Sørlandet
- Agder
- Kristiansandregionen
- Lister
- Setesdal

### Trøndelag/ Midt-Norge
- Fosen o Fosna
- Gauldalen
- Innherred o Innherad
- Namdalen
- Orkdalen
- Stjørdalen

### Vestlandet
- Dalane
- Hardanger
- Haugalandet
- Jæren
- Midhordland
- Nordfjord
- Nordhordland
- Nordmøre
- Romsdal
- Ryfylke
- Sogn
- Sunnfjord
- Sunnhordland
- Sunnmøre
- Voss
- Stavanger

### Østlandet/ Austlandet
- Eiker
- Follo
- Grenland
- Gudbrandsdal
- Hadeland
- Hallingdal
- Hedmarken
- Land
- Midt-Telemark
- Numedal
- Odalen
- Ringerike
- Romerike
- Solør
- Toten
- Valdres
- Vestfold
- Vest-Telemark
- Vinger
- Østerdalen
- Østfold
- Øst-Telemark

Véase también Glåmdal, Viken y Vingulmark.